# シェイク・ア・テイル・フェザー
「シェイク・ア・テイル・フェザー」(Shake a Tail Feather) は、アザ・ヘイズ (Otha Hayes)、ヴァーリー・ライス (Verlie Rice)、アンドレ・ウィリアムズ (Andre Williams) が共作した歌で、1963年にシカゴを拠点として活動していたザ・ファイヴ・デュ・トーンズ (The Five Du-Tones) によるオリジナル録音は、1988年の映画『ヘアスプレー』のサウンドトラックにも取り上げられた。1967年には、ジェイムズ&ボビー・ピュリファイ (James & Bobby Purify) のバージョンがチャートの25位まで上昇した。
題名は英語で「尾羽を振れ」という意味であるが、不定冠詞 a を人称代名詞二人称所有格 your に置き換え、「おまえ（たち）の尾羽を振れ」の意となる「シェイク・ユア・テイル・フェザー」(Shake Your Tail Feather) が曲名とされることもしばしばある。ニュアンスとしては「尻を振れ」「踊れ」といったニュアンスの、ダンスを促す言葉である。

## カバー・バージョン
長年にわたり、「シェイク・ア・テイル・フェザー」は数多くのアーティストたちによってカバーされてきたが、おそらく最も有名なのはレイ・チャールズによるもので、1980年の映画『ブルース・ブラザース』にチャールズが登場する場面では、彼はこの曲を演奏している。このバージョンでは、ツイスト (the Twist)、モンキー、フルッグ (The Frug)、マッシュポテト (The Mashed Potato) と、屋外に集まる群衆に向かって1960年代に流行した様々なダンスを踊るようにと、呼びかける場面が盛り込まれている。
この歌は、チーター・ガールズも、2005年のウォルト・ディズニー・ピクチャーズの映画『チキン・リトル』のためにカバーしている。
ザ・キングズメン (The Kingsmen) は、1966年のアルバム『Up and Away』でこの曲を取り上げている。
ザ・モンキーズは、1968年のテレビ特別番組『331⁄3 Revolutions Per Monkee』でこの曲を演奏した。
ハンソンは、1998年のアルバム『Live from Albertane』に、「Gimme Some Lovin'」とのメドレーでこの曲を収めている。
このほかにも、アイク&ティナ・ターナー（映画『What's Love Got to Do with It』の中でも再現されている）、ミッチ・ライダー (Mitch Ryder)、ジェリー&ザ・ペースメイカーズ、トミー・ジェイムス&ザ・ションデルズ (Tommy James and the Shondells)、ロマンティックス (The Romantics) などが、この曲をカバーしている。